# Isole Sottovento (Polinesia Francese)
Le isole Sottovento (in francese: Îles Sous-le-vent, in tahitiano: Te fenua Raro mata’i mā) sono un arcipelago appartenente alle Isole della Società in Polinesia Francese, un DOM (dipartimento d'oltremare francese) nell'Oceano Pacifico meridionale.
L'arcipelago comprende una suddivisione amministrativa della Polinesia Francese ed ha per capitale Uturoa. Da non confondere con le isole Sottovento antillane, che appartengono al regno dei Paesi Bassi e al Venenzuela.

## Le Isole
- Raiatea
- Huahine
- Tahaa
- Bora Bora
- Tupai
- Maupiti
- Manuae
- Maupihaa
- Motu One